# Naparstnica

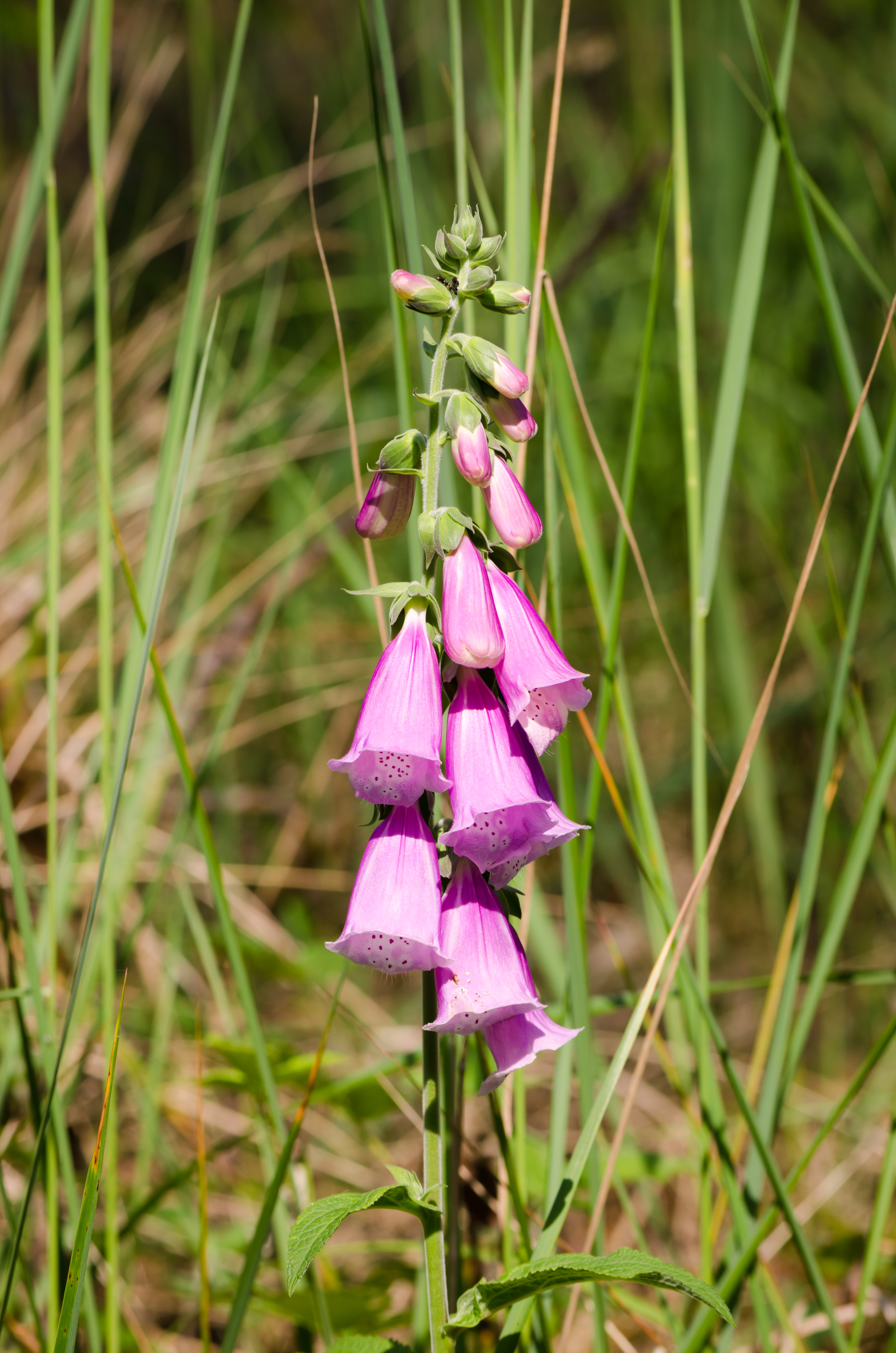
Naparstnica purpurowa

Naparstnica (Digitalis L.) – rodzaj roślin z rodziny babkowatych (Plantaginaceae), w systemach XX-wiecznych klasyfikowany zwykle do rodziny trędownikowatych (Scrophulariaceae). Rodzaj obejmuje 19 gatunków (lub 22 po włączeniu tu krzewiastych przedstawicieli rodzaju Isoplexis z wysp Makaronezji) występujących głównie na obszarze śródziemnomorskim, w Afryce Północnej, Europie, Azji Zachodniej i Azji Środkowej. Najbardziej zróżnicowane są na Półwyspie Iberyjskim i w Azji Mniejszej. W Polsce gatunkiem rodzimym jest tylko naparstnica zwyczajna D. grandiflora, ale szereg innych jest uprawianych i dziczejących, przy czym zadomowionym antropofitem jest spośród nich tylko naparstnica purpurowa D. purpurea, przejściowo dziczeją: naparstnica rdzawa D. ferruginea, gładka D. laevigata i wełnista D. lanata. 
Rośliny z tego rodzaju uprawiane są jako ozdobne i lecznicze (stanowią źródło digitoksyny i digoksyny stosowanych do leczenia chorób serca).

## Morfologia i biologia
PokrójRośliny dwuletnie i byliny osiągające 2 m wysokości. Gatunki z sekcji Isoplexis (Wyspy Kanaryjskie) drewnieją i mają pokrój krzaczasty.
LiścieNiepodzielone, skrętolegle ustawione na łodydze. Odziomkowe zebrane w rozetę, zwężone w ogonek, dolne łodygowe krótkoogonkowe, górne siedzące.
KwiatyDuże, wyrastają w kątach przysadek, zebrane w szczytowe, kłosokształtne grona. Kielich pięcioząbkowy albo pięciodzielny, zwykle z działkami zrośniętymi tylko u nasady. Korona kwiatu rurkowata, bez ostrogi, z otwartą gardzielą, od góry spłaszczona, barwy białej, różowej, brązowej, żółtej lub czerwonopomarańczowej. Cztery pręciki o nagich nitkach, dwusilne (dwa pręciki ustawione są wyżej, a dwa niżej), osadzone u nasady rurki korony. Zalążnia górna, dwukomorowa, z licznymi zalążkami. Szyjka słupka pojedyncza, z rozwidlonym znamieniem na szczycie.
OwoceTorebki otwierające się dwiema klapami, zawierające liczne nasiona.

## Systematyka
Rodzaj zaliczany do plemienia Digitalideae w obrębie babkowatych (Plantaginaceae).
W obrębie rodzaju wyróżnianych jest 6 sekcji: Digitalis, Frutescentes, Globiflorae, Isoplexis, Macranthae, Parviflorae. 
Wykaz gatunków
- Digitalis atlantica Pomel
- Digitalis cariensis Boiss. ex Jaub. & Spach – naparstnica karijska
- Digitalis ciliata Trautv. – naparstnica orzęsiona
- Digitalis × coutinhoi Samp.
- Digitalis davisiana Heywood – naparstnica Davisa
- Digitalis ferruginea L. – naparstnica rdzawa
- Digitalis grandiflora Mill. – naparstnica zwyczajna
- Digitalis laevigata Waldst. & Kit. – naparstnica gładka[7], n. gładkokielichowa
- Digitalis lamarckii Ivanina
- Digitalis lanata Ehrh. – naparstnica wełnista
- Digitalis leucophaea Sm. – naparstnica popielata
- Digitalis lutea L. – naparstnica żółta
- Digitalis × macedonica Heywood
- Digitalis mariana Boiss.
- Digitalis minor L. – naparstnica drobna
- Digitalis nervosa Steud. & Hochst. ex Benth. – naparstnica żyłkowana
- Digitalis obscura L.
- Digitalis parviflora Jacq.
- Digitalis × pelia Zerbst & Bocquet
- Digitalis purpurea L. – naparstnica purpurowa
- Digitalis × sibirica Lindl.
- Digitalis subalpina Braun-Blanq.
- Digitalis thapsi L. – naparstnica dziewannowata
- Digitalis trojana Ivanina – naparstnica trojańska
- Digitalis viridiflora Lindl. – naparstnica zielonkawa